# Konstanty z Fabriano
Konstanty z Fabriano (ur. na początku XV wieku w Fabriano; zm. 24 lutego 1481 w Ascoli Piceno) – błogosławiony Kościoła katolickiego, włoski dominikanin.

## Życiorys
Pochodził z ubogiej rodziny. W wieku 15 lat wstąpił do zakonu dominikanów. Pełnił funkcję przełożonego w klasztorach w Fabriano, Perugii i Ascoli Piceno. Zmarł 24 lutego 1481 r. w Ascoli Piceno.
Jego kult zatwierdził 22 września 1821 r. Pius VII.
Dniem jego wspomnienia jest 24 lutego.